# John Walbridge
John Walbridge est un scénariste et artiste américain ayant travaillé dans le monde de l'animation pour les studios Disney dans les années 1940.

## Filmographie
- 1940 : Pinocchio, conception des personnages
- 1940 : Fantasia, séquence Casse-Noisette conception des personnages
- 1941 : Dumbo, conception des personnages
- 1946 : La Boîte à musique, scénariste
- 1948 : Mélodie Cocktail, scénariste
- 1949 : Alice au pays des merveilles, scénariste